# Variegação

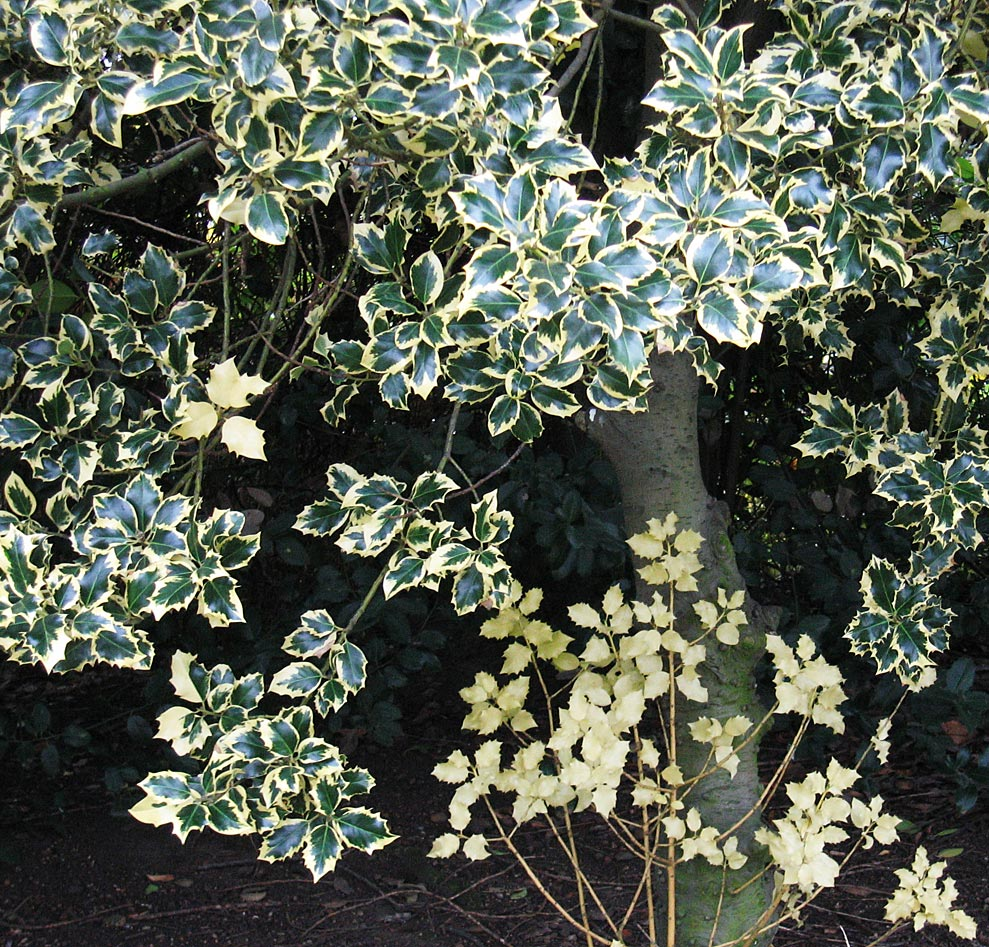
Variegação em folhas de Ilex sp..

Variegação é a presença de zonas de coloração diferente nas folhas e, por vezes, nos caules de plantas. Estas plantas dizem-se variegadas. A variegação pode ter diversas causas. Alguns tipos de variegação são atractivos e ornamentais, sendo preservados em jardinagem. O termo é por vezes aplicado a flores. 

## Variegação quimérica

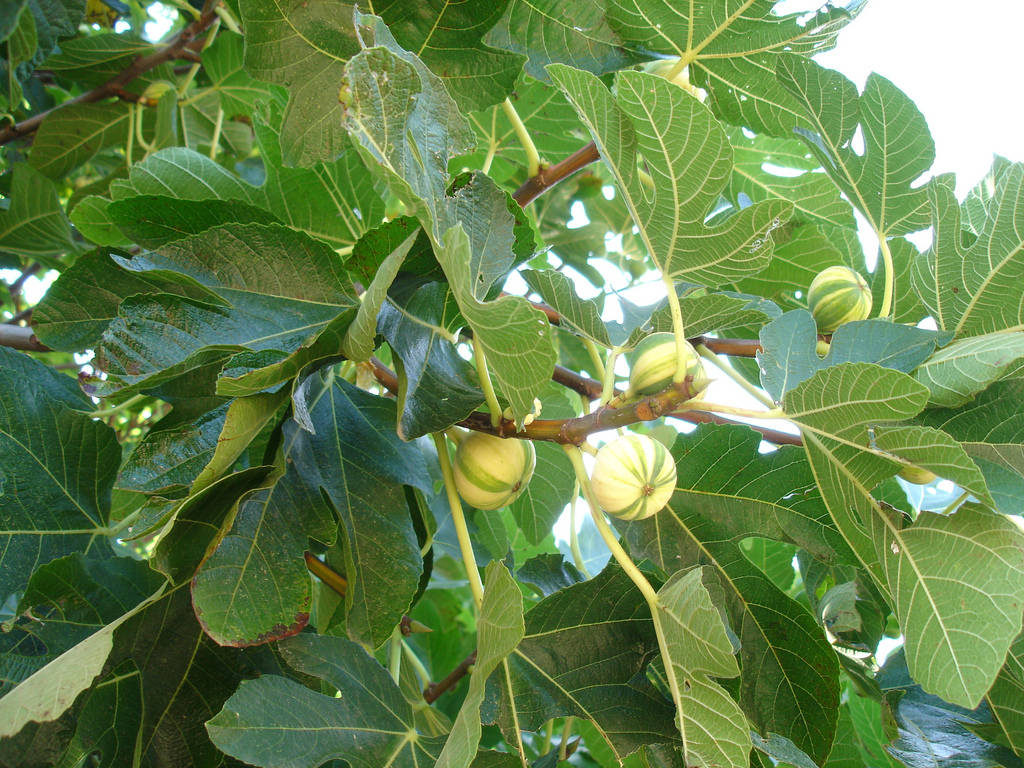
Quimèra de Ficus carica (cultivar Panascè)

Plantas apresentando variegação quimérica são quimeras com diferentes características genéticas nos seus tecidos. A falta de clorofila nalguns tecidos provoca variegação, com zonas esbranquiçadas ou amareladas nas folhas, em contraste com o normal tecido verde. 
Num tipo comum desta variegação, a parte do meristema que produz tecido epitelial perde a capacidade de produzir cloroplastos. A orla das folhas pode ser composta por células provenientes apenas deste tecido meristemático, provocando a descoloração dessa zona da folha. 
Existem outros tipos dentro desta variegação, dependendo dos tecidos afectados. Em alguns casos, a variegação é instável e a planta pode retornar a uma forma totalmente verde; noutros casos, é estável, não mudando em condições normais.
Como a variegação é devida à presença de dois tecidos vegetais, a propagação de plantas variegadas deve ser feita usando um método vegetativo que preserve ambos os tipos de tecido. Tipicamente, métodos que resultem no crescimento a partir do verticilo, como o corte de caules e o enxerto, preservam a variegação. Cortes a nível da raiz não preservam normalmente a variegação, já que o novo tecido resulta de um tipo particular de tecido na raiz.
Como a área verde da planta é reduzida pela variegação, a planta tem uma menor capacidade de realizar a fotossíntese, acabando por ser mais fraca que a versão totalmente verde. Previsivelmente, estas plantas morrem na natureza.

## Variegação devida a efeitos de reflexão

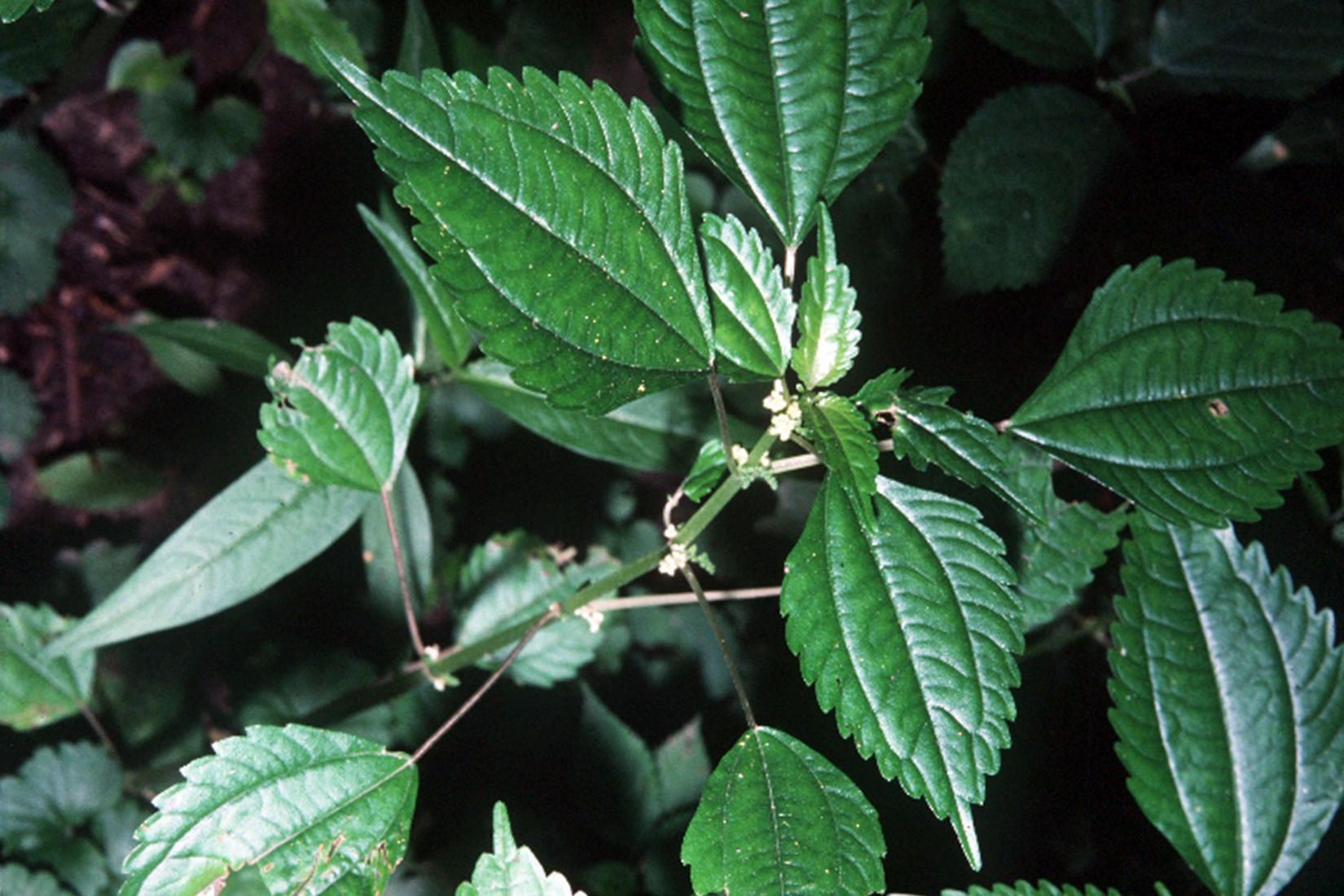
Variegação reflectiva em Pilea pumila.

Alguns tipos de variegação devem-se a efeitos visuais de reflexão da luz na superfície das folhas. Isto acontece quando existe uma camada de ar logo abaixo da epiderme, o que resulta numa reflexão branca ou prateada. O género Pilea é um exemplo de plantas domésticas que apresentam tal efeito. As folhas de Cyclamen hederifolium também apresentam este tipo de variegação.
Outra variegação reflectiva é causada por pêlos em partes da folha, que podem ter uma coloração diferente. Tal acontece em diversas espécies de Begonia. 

## Variegação causada por outros pigmentos

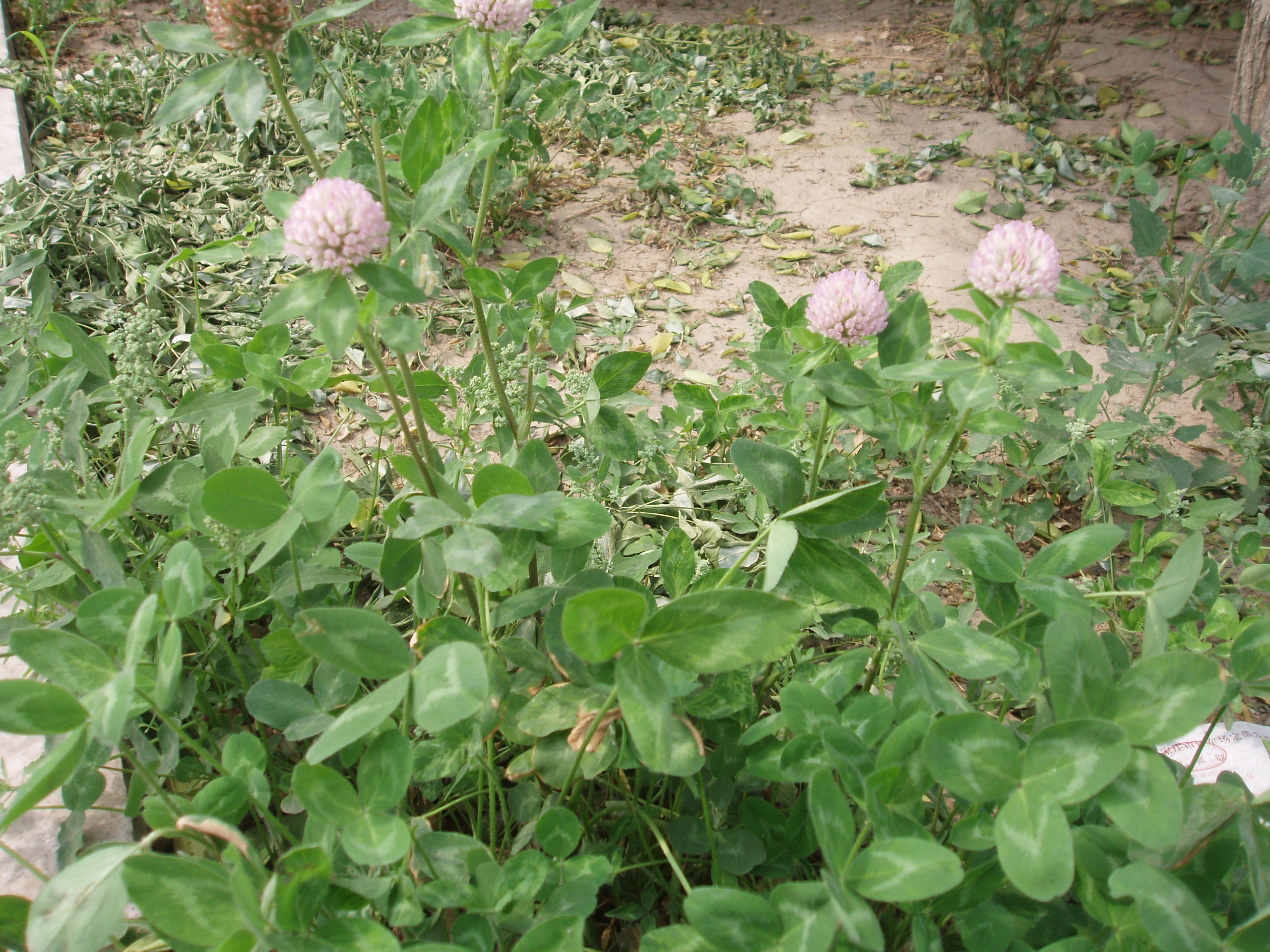
As folhas do trevo Trifolium pratense apresentam uma variegação típica, em forma de "v".

Uma causa comum de variegação é a presença de outros pigmentos, como antocianinas, mascarando o pigmento verde. Frequentemente, esta variegação estende-se por toda a folha, tornando-a avermelhada ou arroxeada. No entanto, em algumas plantas aparecem marcas locais consistentes, como em trevos, Bromeliaceae e algumas espécies de Pelargonium e Oxalis. Noutras plantas, como as formas adultas comuns de Coleus, a variegação pode variar bastante dentro de uma mesma população.

## Variegação patológica
Infecções virais podem causar o aparecimento de determinados padrões na superfície da folha. Os padrões são frequentemente característicos da infecção, permitindo a sua identificação. Exemplos incluem os vírus de mosaico, que produzem um efeito de mosaico na folha. Algumas destas doenças são suficientemente graves para que a planta não sobreviva e não tenha por isso interesse na sua jardinagem, mas algumas plantas podem sobreviver e tornam-se ornamentais, como acontece nalgumas variedades de Abutilon.
Sintomas de deficiência nutricional podem causar um amarelecimento temporário ou variável em zonas específicas da folha. Causas comuns desta variegação são deficiências em ferro e magnésio.

## Variegação em plantas de jardim

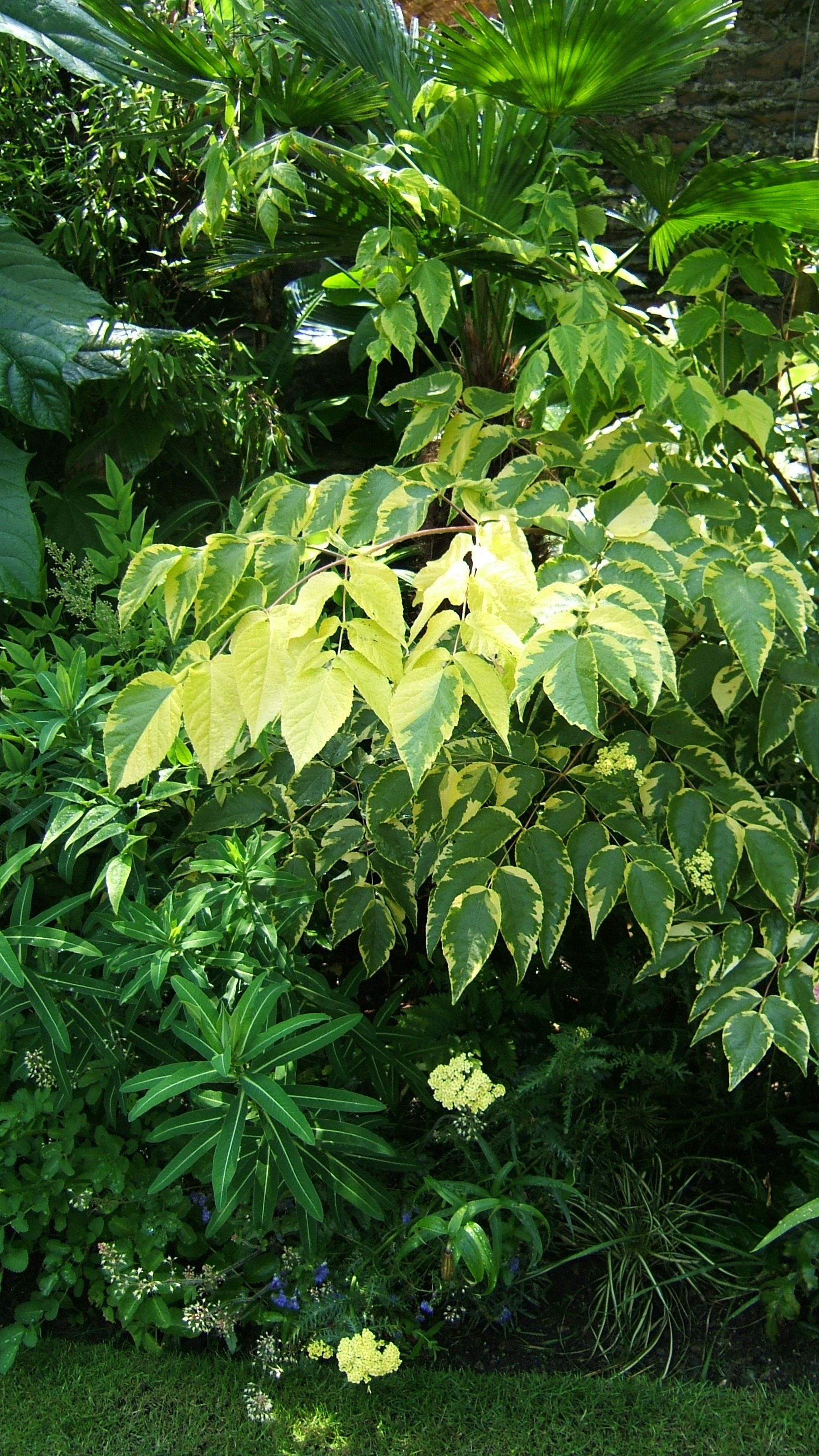
Folhagem variegada usada num jardim inglês. Algumas das plantas mostradas incluem Aralia elata Aureovariegata e Carex ornithopoda Variegata.

As plantas variegadas são estimadas desde há longo tempo por jardineiros, já que a presença de cores mais claras pode conferir um aspecto mais leve ao que seria, de modo contrário, um bloco de folhagem verde. Diversas sociedades de jardinagem têm grupos especialistas em plantas variegadas, e existem livros especializados na variegação de plantas para fins ornamentais.